# مارسيل بايارد
مارسيل بايارد (بالفرنسية: Marcel Bayard)‏ هو رياضياتي فرنسي، ولد في 1895 في Chavaniac-Lafayette ‏ في فرنسا، وتوفي في 1956.